# Cratena kaoruae
Cratena kaoruae är en snäckart som beskrevs av Ernst Marcus 1957. Cratena kaoruae ingår i släktet Cratena och familjen Facelinidae. Inga underarter finns listade i Catalogue of Life.